# Awbridge
Awbridge – wieś w Anglii, w hrabstwie Hampshire, w dystrykcie Test Valley. Leży 12 km na południowy zachód od miasta Winchester i 113 km na południowy zachód od Londynu.